# En storm af sværd
En storm af sværd (eng: A Storm of Swords) er den tredje bog i A Song of Ice and Fire, en serie af fantasyromaner af den amerikanske forfatter George R. R. Martin. Den udkom første gang den 8. august 2000 i Storbritannien, og i USA i november 200. Forud for udgivelsen blev der udgivet en novelle kaldet Path of the Dragon, der samler op på nogle af kapitlerne med Daenerys Targaryen fra bogen.
Ved udgivelsen var En storm af sværd den længst ebog i serien. Det var så lang, at paperbackudgaven valgte at opdel bogen i to i Storbritannien, Irland, Australien og Israel, hvor den første del fik titlen Steel and Snow i juni 2001 (med ét albumcover) og del to fik titlen Blood and Gold i august 2001 (med et andet cover). Den samme opdeling blev udført for de polsk og græsk udgaver. I Frankrig valgte man at opdele bogen i fire separate bind.
En storm af sværd vandt Locus Award i 2001, Geffen Award i 2002 for Best Novel og blev nomineret til Best Novel ved Nebula Award i 2001. Det var en første af bøgerne i serien, der blev nomineret til Hugo Award, der er den ene af de to mest prestigefyldte litteraturpriser inden for science fiction og fantasy, men den gik til J. K. Rowlings bog Harry Potter og Flammernes Pokal.
Meisha Merlin Publishing, der tidligere havde udgivet illustrerede særudgaver af både Kampen om tronen og Kongernes kamp, planlagde at udgive en lignende version af En storm af sværd i to eksemplarer en da udgivelsen af bogen blev meget forsinket mistede selskabet rettighederne, som i stedet overgik til Subterranean Press. Denne udgave, der blev illustreret af Charles Vess, blev udgivet i sommeren 2006.
En storm af sværd er også navnet på den anden udvidelsespakke til brætspillet A Game of Thrones, der udkom i juli 2006. Omkring den første halvdel af bogen blev filmatiseret til tredje sæson af HBO tv-serie Game of Thrones, mens den anden halvdel var basis for seriens fjerde sæson, og visse dele indgik i seriens femte sæson.
En storm af sværd fortsætter historien lidt inden den slutter i forgængeren, Kongernes kamp. De Syv Kongeriger i Westeros er stadig i gang med de fem kongers krig, hvor Joffrey Baratheon og hans onkel Stannis Baratheon kæmper om Jerntronen, mens Robb Stark fra Nord og Balon Greyjoy på Iron Islands erklærer deres uafhængighed (Stannis' bror Renly Baratheon, den femte "konge" er allerede blevet dræbt). Samtidig nærmer en stor mængde wildlings, stammerne på den anden side af De Syv Kongerigers nordlige grænse, Muren, under lederskab af Mance Rayder, den selvudnævnte konge den anden side af Muren hvor kun den underbemandede Night's Watch står i vejen. Endeligt sejler Daenerys Targaryen, der er datter af den afsatte tidligere konge af Westeros og "mor" til verdens eneste levende drager, mod vest for at generobre sin fars tabte trone.